# 笠原村 (静岡県)
笠原村（かさはらむら）は静岡県の西部、城東郡・小笠郡に属していた村である。現在の掛川市・袋井市の南部にまたがって所在した。

## 地理
- 河川：弁財天川

## 歴史
- 1889年（明治22年）4月1日 - 町村制の施行により、山崎村［大部分］、岡崎村が合併して城東郡笠原村が発足。
- 1896年（明治29年）4月1日 - 郡制の施行により所属郡が小笠郡に変更。
- 1956年（昭和31年）9月30日 - 山崎の一部が大須賀町、岡崎および山崎の残部が磐田郡袋井町に分割編入。同日笠原村廃止。現在でも掛川市・袋井市の双方に大字山崎が存在する。

## 交通

### 鉄道路線
- 静岡鉄道
  - 駿遠線
    - 新三輪駅 - 新岡崎駅 - 五十岡駅